# Gediz

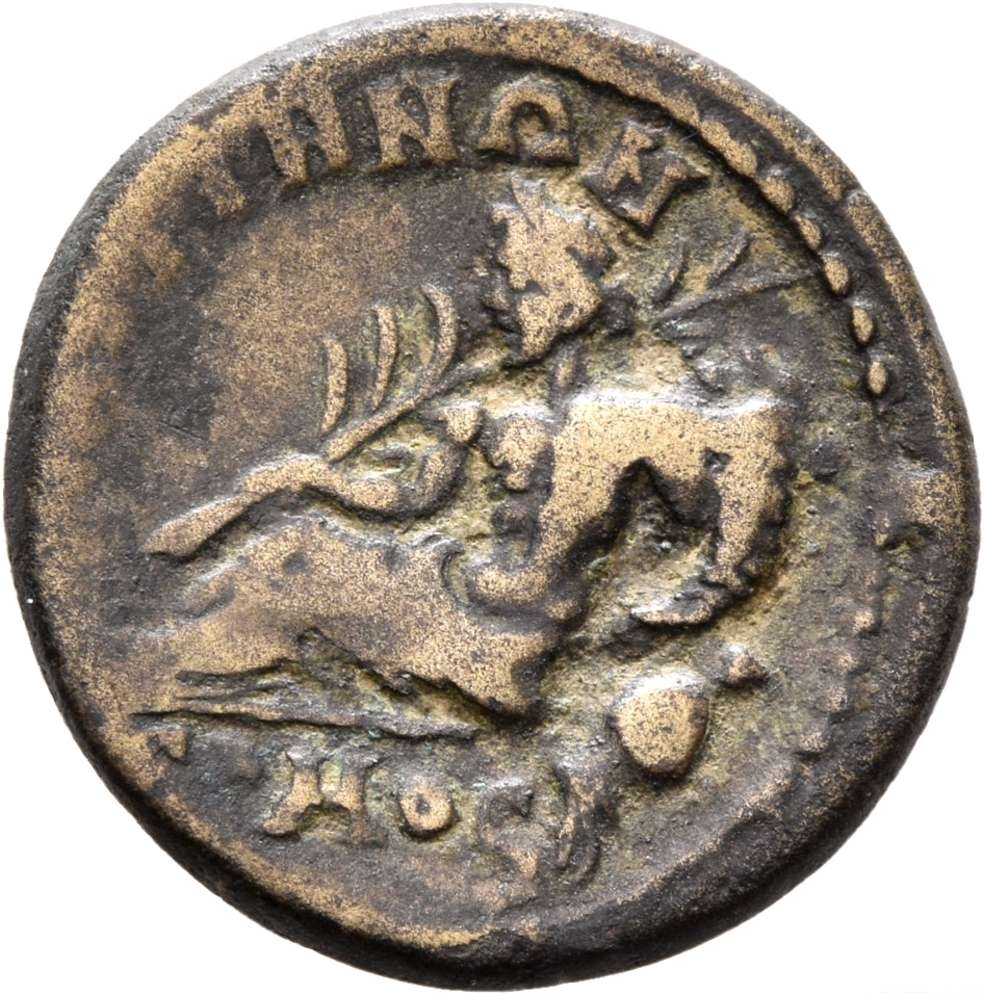
Rückseite einer Münze aus Saittai mit Darstellung des Flussgottes Hermos

Der Gediz (auch Gediz Nehri), der antike Hermos (altgriechisch Ἕρμος (m. sg.)), ist ein Fluss in der Türkei im westlichen Kleinasien und ist mit 405 km nach dem Großen Mäander das zweitlängste Gewässer der Region.
Der Fluss entspringt im Bergland von Lydien zwischen der Gebirgsstadt Gediz und dem Murat Dağı (2309 m), wo auch der Große Mäander seinen nördlichen Quellfluss Banaz Çayı hat. Nach knapp 300 km erreicht er bei der antiken Ruinenstadt Sardes das breite Ost-West-Tal, durchfließt Manisa und mündet 30 km nordwestlich von Izmir und 10 km südöstlich von Foça in den Golf von Izmir.
Das Mündungsgebiet des Gediz bildet ein über 20 km breites Flussdelta, das sich im Laufe der Geschichte – wie auch die des Großen und Kleinen Mäander – merklich in Richtung Meer ausgedehnt hat. Das südliche Delta (gegenüber Izmir) bildet ein ausgedehntes Sumpfgebiet.
In vorzeitlichen Ablagerungen des Flusses wurde das bislang älteste, sicher datierte Steinzeitwerkzeug auf türkischem Boden entdeckt, ein rund 1,2 Millionen Jahre altes bearbeitetes Fragment.